# Exequiel Zeballos
Oscar Exequiel Zeballos (* 24. April 2002 in Santiago del Estero) ist ein argentinischer Fußballspieler, der aktuell für Boca Juniors spielt.

## Karriere

### Verein
Zeballos wechselte 2014 zu Boca Juniors. Bereits 2018 unterschrieb er seinen ersten Profivertrag. 2020 schaffte er den Sprung in die erste Mannschaft, wo er mittlerweile mit 18 Jahren schon Stammspieler ist. Im März 2021 belegte Zeballos Platz 43 in der Liste mit den 50 größten Talenten im Weltfußball von Goal.com.

### Nationalmannschaft
Zeballos spielte bereits mehrfach für Juniorennationalmannschaften von Argentinien.

## Erfolge

### Argentinien U15
- U-15-Südamerikameisterschaft: 2017

### Argentinien U17
- U-17-Südamerikameisterschaft: 2019